# Agnes de Frumerie
Agnes Eleonora Augusta Emilia de Frumerie, född Kjellberg den 20 november 1869 i Skövde, död den 2 april 1937 i Stockholm, var en svensk konstnär.

## Biografi
Frumerie studerade vid Konstakademien i Stockholm 1886–1890 och i Tyskland, Italien och Paris. Hon var gift med kaptenen i svensk tjänst Gustaf de Frumerie, som blev fransk medicine doktor, bosatt i Paris.
I Sverige ställde hon ut bysten Prinsessan och en liggande staty Njutning (1891), sedan gruppen Amor och Hymen, Sjöjungfrun, Kristusbyst, Madonna och en byst av August Strindberg samt arbeten i porslin, silver och tenn (vaserna Älfdans, Vågen, Eva med flera).
Hon gjorde sig senare känd i Paris genom olika arbeten, däribland statyn Kleopatra, bystgruppen En fråga (1900), gruppen De spökrädda (1904), gruppen Poesien och musiken (1904, köptes av franska staten), den humoristiska gruppen Tre skvallerkäringar (1905), en motsvarande grupp Ett godt skratt (1906), den känsliga gruppen Svunnen hägring (1907) samt genom porträtt och konsthantverk, såsom en 1900 utställd stor spisel med figurer i relief, Tomten, gårdvaren och eldandar. Frumerie finns representerad vid bland annat Nationalmuseum i Stockholm och  Västergötlands museum.
Agnes de Frumerie är begravd på Danderyds kyrkogård.

### Villa Borgen
Parets sommarhus, Villa Borgen, uppfördes 1895 på Borgenhalvön vid Edsviken. För villans ritningar stod Agnes de Frumerie vars make köpt hela Borgenområdet 1886 för 3 900 kr. Hon gav byggnaden ett romantiserande fornnordisk formspråk. Under första världskriget bosatte sig Agnes de Frumerie i sommarhuset medan maken, som blivit fransk medborgare, satt fast i Frankrike. 1919 såldes huset och fungerade därefter som bland annat semesterhem och skola. Byggnaden är numera en pietetsfullt upprustad privatbostad och klassad som ”omistlig” i länsantikvariens inventering av kulturhistoriskt värdefull bebyggelse i kommunen.

## Verk, urval

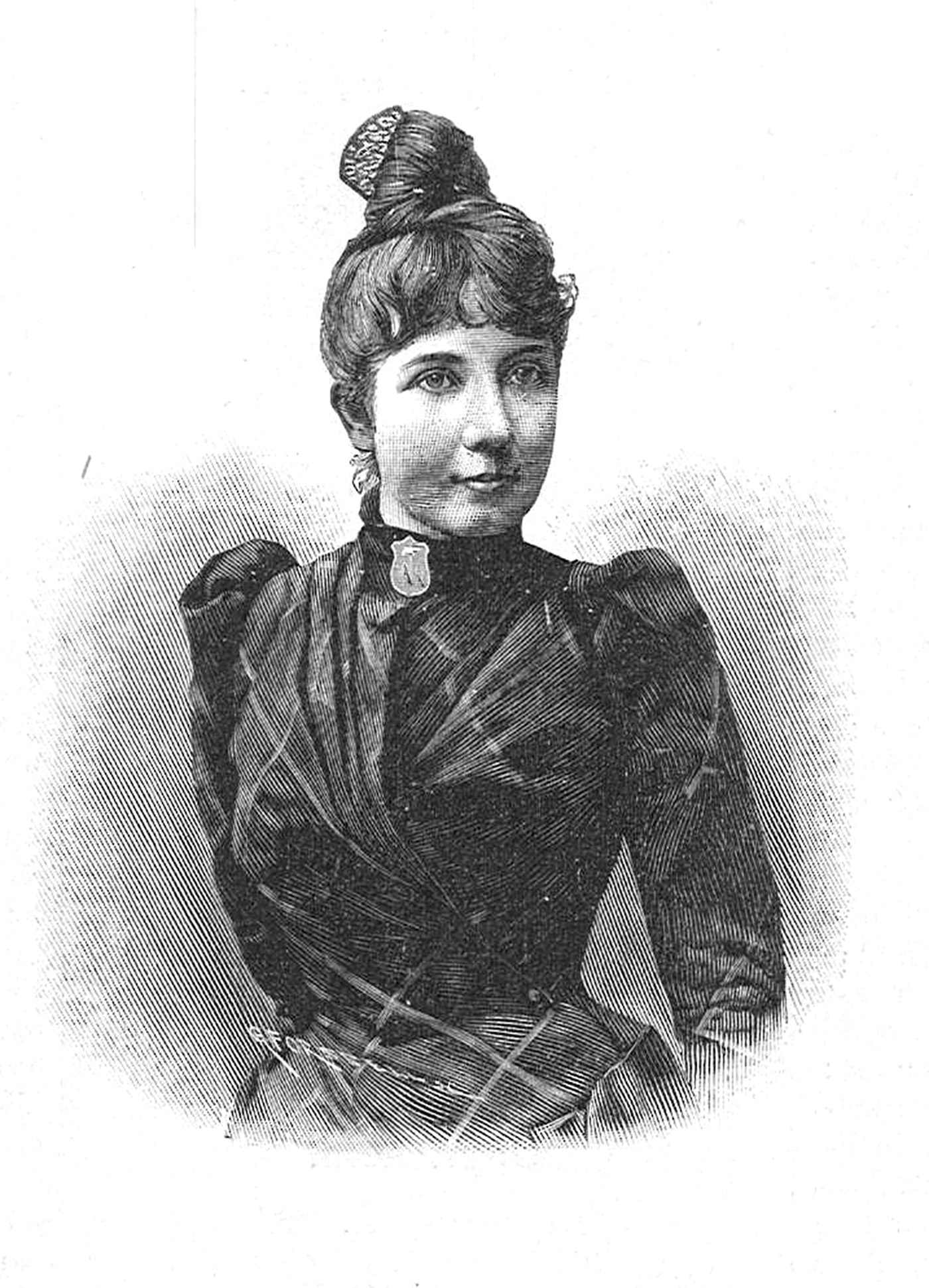
Agnes de Frumerie (från Idun, nr. 32, 1891)
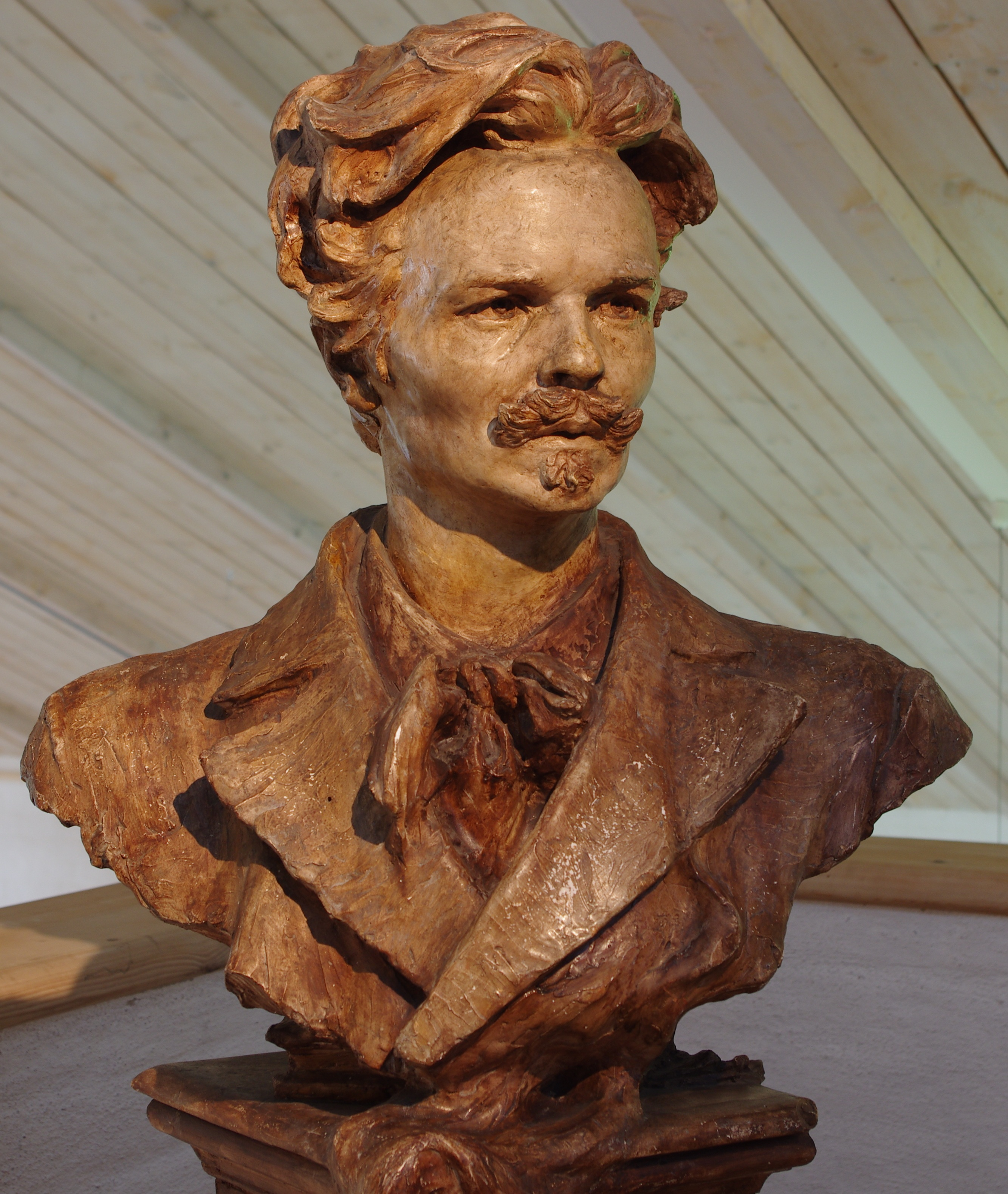
August Strindberg, skulptur 1895.
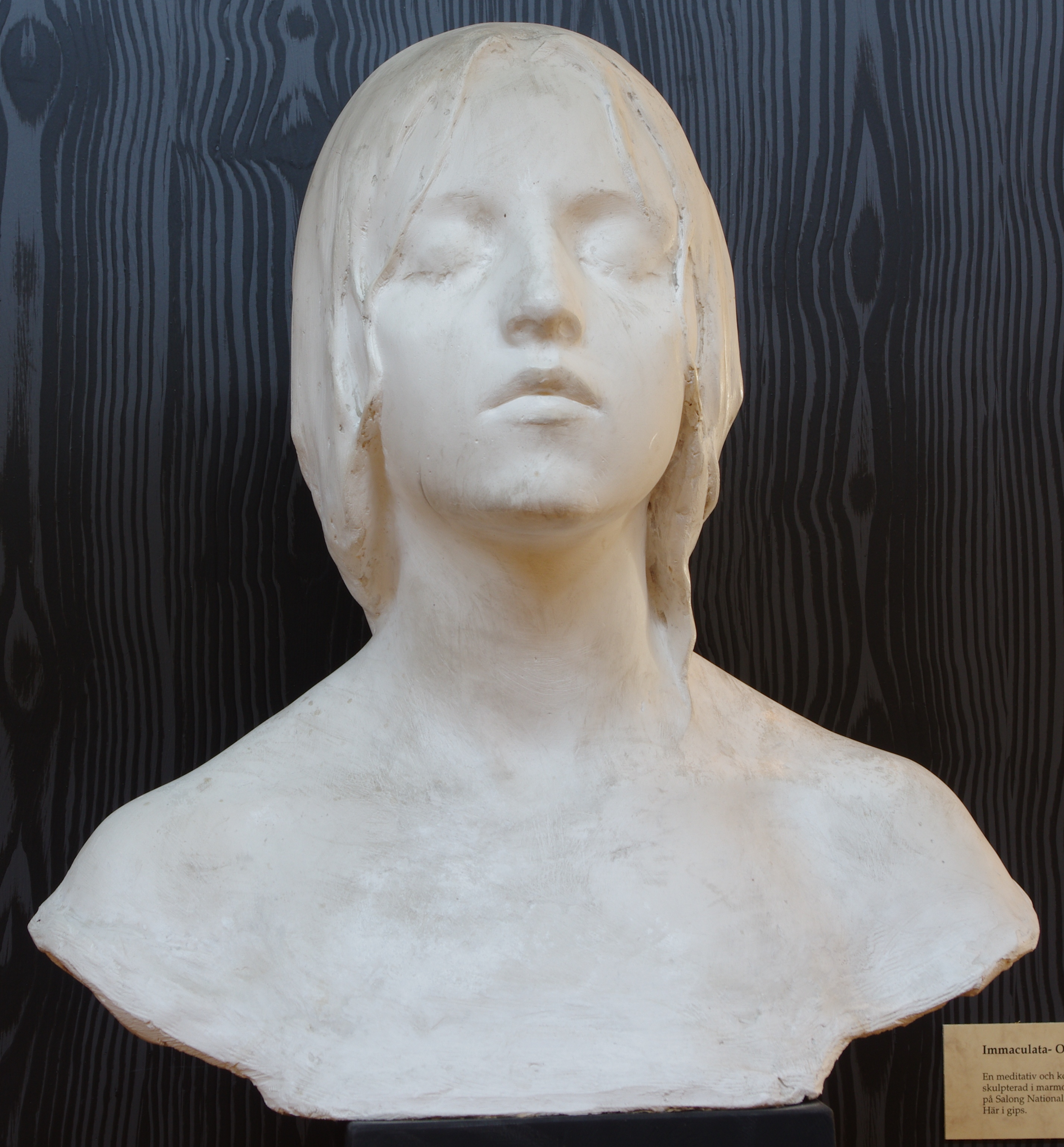
Immaculata (oskuld), skulptur 1897.
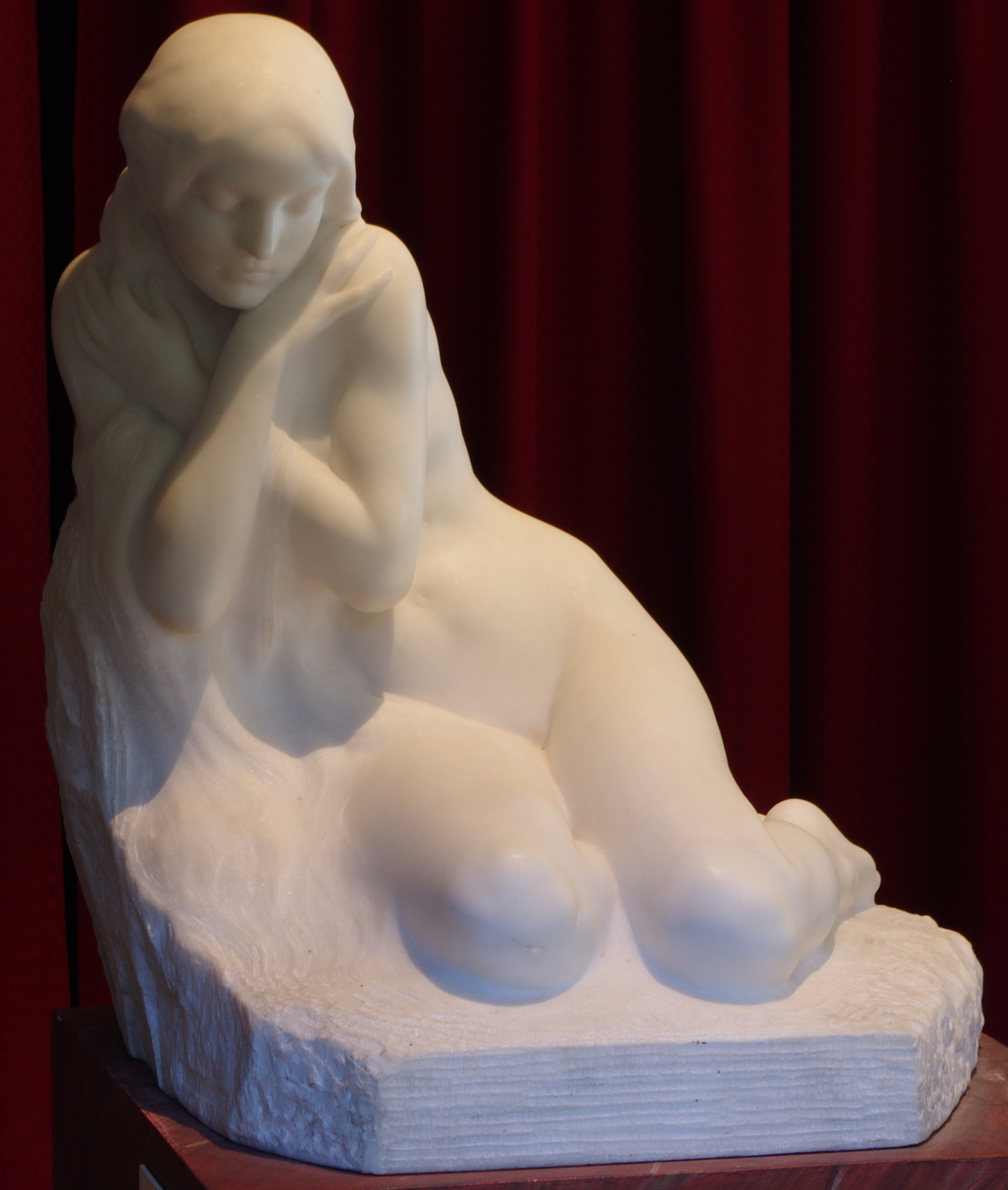
Jag fryser, skulptur 1921.
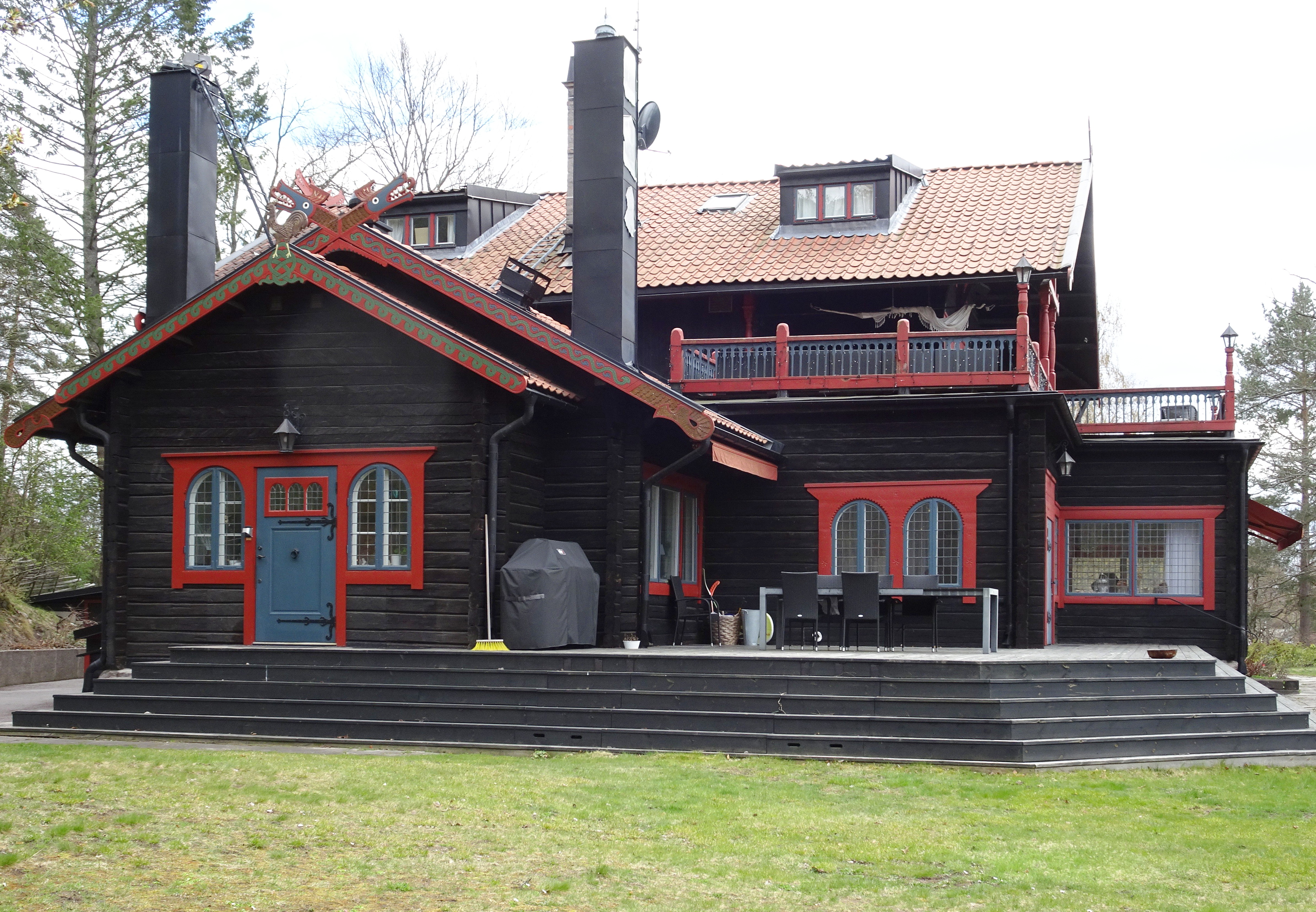
Villa Borgen 1895.